# Nobuyuki Yanagawa
Nobuyuki Yanagawa (柳川 信行, Yanagawa Nobuyuki) (né le 22 janvier 1974  à Kōchi, dans la préfecture de Kōchi - ) est un lutteur japonais de sumo. En 1995, il est devenu le 73e gakusei yokozuna[réf. nécessaire].

## Informations personnelles
- Nom réel : Nobuyuki Yanagawa
- Nom d'emprunt (shikona) : Yanagawa
- Taille : 178.5 centimètres[1]
- Poids : 166 kilogrammes[1]

## Carrière
- Heya : Mihogaseki
- Début dans le sumo : janvier 1996 (makushita)[2]
- Début en jūryō : mars 1998[2]
- Rang le plus haut atteint : jūryō 6[2]
- Combats gagnés : 358[1]
- Combats perdus : 367[1]